# 湯野川祐子フローレンス
湯野川 祐子 フローレンス（ゆのかわ ゆうこ フローレンス、Yunokawa Yuko Florence、4月12日 - ）は、アメリカ合衆国ニューヨーク生まれの女性ナレーター・声優。

## 人物
国際基督教大学を卒業した。奈良橋陽子が創設したモデル・ランゲージ・スタジオ（MLS）やNHK学園オープンスクールで英語講師を務め、テレビ番組、ラジオ番組などにレギュラー出演する。湯川れい子、今井雅之、八代亜紀、二宮和也、X JAPANのYOSHIKIの英語コンサルタントを担当した。趣味は、ガーデニング、フルート演奏。

## 出演番組
テレビ番組
- 英会話1
- 英語であそぼ

ラジオ番組
- 英会話レッツスピーク
- 基礎英語1
- 基礎英語2
- 基礎英語3
- 百万人の英語